# Pseudophryne occidentalis
Pseudophryne occidentalis é uma espécie de anfíbio da família Myobatrachidae.
É endémica da Austrália.
Os seus habitats naturais são: matagal de clima temperado, matagais mediterrânicos, rios intermitentes, lagos de água doce intermitentes, marismas de água doce, marismas intermitentes de água doce e áreas rochosas.